# Grand-Goâve
Grand-Goâve est une commune d'Haïti, située dans le département de l'Ouest, et dans l'arrondissement de Léogâne.
Située à 45 km au sud de Port-au-Prince, Grand Goâve compte 124 135 habitants (recensement par estimation de 2009). Elle est située au cœur du Sud-ouest.

## Géographie
La rivière de Grand Goâve est la principale rivière qui a son embouchure à Grand Goâve. La Rivière Lavange, aussi appelée «Rivyé bô de mè» (en créole) par quelques habitants de l'endroit, qui coule à l'Est de la ville, a vu son unique pont détruit. Lors des cyclones et de fortes pluies, les rivières débordent et leurs eaux tumultueuses emportent les habitations et les ouvrages d'art. Le déboisement et le non drainage des rivières aggravent cette situation. Pendant le séisme de 2010 à Haïti, l'un des ponts de Grand Goâve, celui situé sur la rivière Lavange, fut détruit au lieu-dit de Carrefour Fauché. Sa reconstruction en 2011 fut controversée en raison des méthodes de construction et il fut surnommé "pont gongon" c'est-à-dire pont "bidon" qui devient poussière. Lors d'une grave crue de la rivière Grand Goâve et de ses nombreux affluents, le nouveau pont, dit gongon fut emporté. Un autre chantier a été depuis relancé car ce pont est stratégique pour l'approvisionnement, le commerce et les déplacements des personnes vers l'ensemble de la péninsule de Tiburon.
Depuis le séisme de 2010, un barrage en amont de la rivière de Grand Goâve menace de rompre à la suite de sa fragilisation.

## Histoire
Fondée depuis la période précolombienne avec l’établissement des premiers Français sur la partie l'ouest de l'île en 1604, elle devient l'une des premières villes fondées par les aventuriers français. La ville est reconnue comme le berceau de la démocratie à la suite de la révision de la constitution de 1816 instaurant le Bicaméralisme Haïtien, et reconnut la liberté de la presse sous l’égide du Législateur J.B Sabourin et Chery Artais Pompé.

## Administration
La commune est composée de 7 sections communales :
- Tête-à-Bœuf 1 ;
- Tête-à-Bœuf 2 ;
- Moussambé 3 ;
- Moussambé 4 ;
- Grande Colline 5 ;
- Grande Colline 6 ;
- Gérard 7.

## Activités
La ville a un hôpital (HGG), 2 clubs Seniors (ASGG/Inter GG), plusieurs clubs Cadets comme AGEFOOT, UNIONFOOT et ASPP. Il existe un réseau de communication très performant avec environ une dizaine station radios et deux chaînes de télévision comme la radio SAKA, La Radio Tele Clav 103.5, la Télé Radio Caciquat (TRAC FM), Radio Aguava FM, la radio démocratie, Création FM, Radio Tele Clav, Radio Lep'tit Coin FM, Radio Ebenezer, Zanset FM et un studio de production Sensation Recording Studio.  
Plusieurs plages tels que : Mbj Kernizan Beach (Dubai), Le Galant, Taino, Lakay Taïna Beach, La Flecha Beach, etc.
Des hôtels comme Complexe Bel Zanmi Hôtel, Fahat Hotel et beaucoup d'autres.